# Hidinge kyrka
Hidinge kyrka är en kyrkobyggnad som tillhör Knista församling i Strängnäs stift. Kyrkan ligger i kyrkbyn Hidinge i Lekebergs kommun.

## Kyrkobyggnaden
Nuvarande nygotiska kyrka uppfördes 1865-1869 efter ritningar av arkitekterna Carl Lundmark och Carl Wijnblad och ersatte Hidinge gamla kyrka som inte längre räckte till. Bygget kostade 46 000 Riksdaler. Sextonde söndagen efter trefaldighet, 12 september 1869, invigdes kyrkan av biskop Thure Annerstedt.
Kyrkan är byggd av kalksten och består av långhus med polygonalt kor i öster. Vid långhusets västra kortsida finns ett kyrktorn. Korsarmar sträcker sig ut från långhusets norra och södra sida.
Kyrkans tak är belagt med skiffer medan torntaket är belagt med zinkplåt.
En renovering genomfördes 1958 efter program av arkitekt Einar Lundberg. Kyrkorummet målades om och ljuskronorna elektrifierades. vapenhuset försågs med nytt kalkstensgolv. 1980 inreddes en läktarunderbyggnad.

## Inventarier
- Altaruppsatsen i nygotisk stil är tillverkad 1915.
- Nuvarande dopfunt av kalksten skänktes till kyrkan 1946.

### Orgel
- 1872 bygger Erik Adolf Setterquist, Örebro, en orgel med 13 stämmor och två manualer till kyrkan. Den kostade 5000 Riksdaler i dåtida penningvärde. Orgeln blev invigd 18 augusti 1872.[1]
- Den nuvarande orgeln är byggd 1959 av E. A. Setterquist & Son Eftr., Örebro, och är en pneumatisk orgel. Den lär vara en ombyggnad av den tidigare orgeln. Den har två fria kombinationer, en fast kombination och registersvällare.

| Huvudverk I         | Svällverk II        | Pedal                     | Koppel    |
| Principal 8´        | Rörflöjt 8´         | Principal 16´             | I/P       |
| Gedackt 8´          | Salicional 8´       | Subbas 16´                | II/P      |
| Oktava 4´           | Flûte octaviante 4´ | Borduna 8´                | II/I      |
| Flûte octaviante 4´ | Kvinta 2 2/3'       | Koralbas 4´               | I 4'/I    |
| Kvintadena 4'       | Blockflöjt 2'       | Rauschkvint 2 chor (tr 1) | II 16'/II |
| Oktava 2'           | Ters 1 3/5'         |                           |           |
| Rauschkvint 2 chor  | Scharf 4 chor       |                           |           |
| Mixtur 3-4 chor     | Krumhorn 8'         |                           |           |
|                     | Tremulant           |                           |           |
|                     | Crescendosvällare   |                           |           |

#### Sidokapellets orgel
- 1870-talet bygger Petter Alm, Norsjö en orgel. Den renoverades 1980 av Jacoby Orgelverkstad. En del av pipverket förnyades vid renoveringen. Orgeln är mekanisk.

| Manual         |
| Koppelflöjt 8' |
| Gemshorn 4'    |
| Principal 2'   |

### Webbkällor
- byggnadspresentation
- Församlingen informerar om kyrkan